# Конгресс подопечной территории Тихоокеанских островов

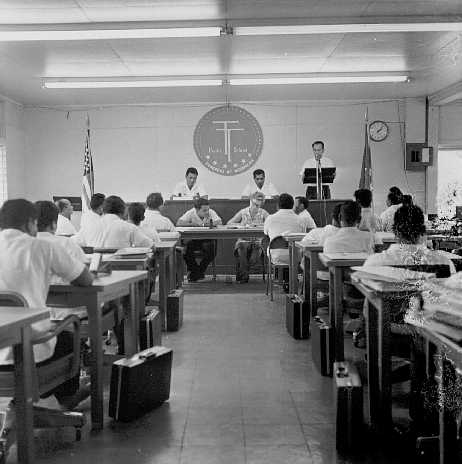
Конгресс Микронезии, 4-я очередная сессия, 1968 г.

Конгресс Микронезии — двухпалатный законодательный орган зависимой территории Тихоокеанских островов, существовавший с 1964 по 1979-е годы.

## История
Конгресс был учрежден 28 сентября 1964 года, когда министр внутренних дел США Стюарт Юдалл издал приказ № 2882. Он заменил предыдущий Совет Микронезии, который базировался за пределами подопечной территории на Гуаме. Первые выборы прошли в январе 1965 г.
Первоначально Конгресс состоял из Палаты делегатов и Генеральной Ассамблеи, которые позже были переименованы соответственно в Сенат и Палату представителей. Во время поджога 20 февраля 1970 года здание было разрушено.

## Состав конгресса
Сенат состоял из 12 членов, по два от каждого из шести округов. В Палату представителей входил 21 член, места распределялись между каждым округом в зависимости от их населения — пять от Трук, четыре от Маршалловых островов и Понапе, три от Марианских островов и Палау и два от Япа.
Выборы проводились каждые два года. Срок полномочий сенаторов составлял четыре года, на каждых выборах от каждого округа избиралось по одному сенатору. Все члены Палаты представителей переизбирались на каждых выборах.

## Президенты верхней палаты

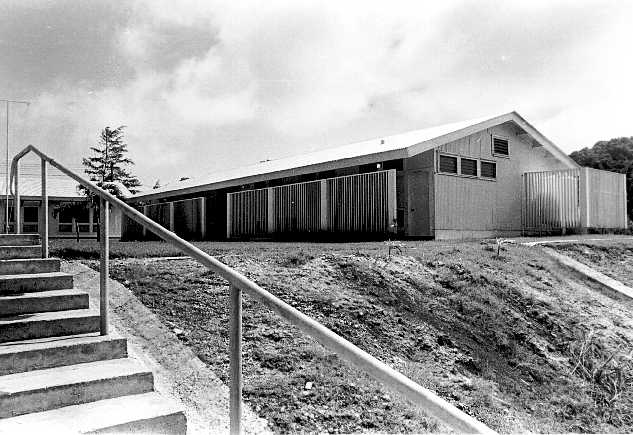
Здания Конгресса Микронезии

Верхняя палата Конгресса Микронезии называлась Палатой делегатов, а затем Сенатом.
| Имя              | Вступил в должность | Покинул должность | Округ              | Примечания |
| ---------------- | ------------------- | ----------------- | ------------------ | ---------- |
| Джон О. Нгиракед | Июль 1965           | Июль 1965         | Палау              | ×          |
| Тосиво Накаяма   | Июль1965            | Июль1967          | Трук               | [ 4 ]      |
| Джон О. Нгиракед | Июль 1967           | 1969              | Палау              | [ 5 ]      |
| Амата Кабуа      | 1969                | Январь 1973       | Маршалловы острова | [ 6 ]      |
| Тосиво Накаяма   | Январь 1973         | Май 1979          | Трук               | [ 7 ]      |

## Выступающие нижней палаты
Нижняя палата Конгресса Микронезии называлась Палатой представителей.
| Имя          | Вступил в должность | Покинул должность | Округ              | Notes       |
| ------------ | ------------------- | ----------------- | ------------------ | ----------- |
| Дуайт Хайн   | Июль 1965           | 1966              | Маршалловы острова | ×           |
| Бетвел Генри | 1966                | Май 1979          | Понапе             | [ 7 ] [ 8 ] |

## Примечание
1. ↑  Meeting Will Discuss Plans for US Trust Territory Архивная копия от 29 августа 2021 на Wayback Machine Pacific Islands Monthly, October 1962, p143
2. ↑  Some Micronesian unity goes up in smoke Архивная копия от 29 августа 2021 на Wayback Machine Pacific Islands Monthly, March 1971, p21
3. ↑  Micronesia To Go To Polls Архивная копия от 29 августа 2021 на Wayback Machine Pacific Islands Monthly, November 1964, p13
4. ↑  001 19741000: 6. www.pacificdigitallibrary.org.
5. ↑  001 19670500: 3. www.pacificdigitallibrary.org.
6. ↑  Lal, Brij V. The Pacific Islands: An Encyclopedia / Brij V. Lal, Kate Fortune. — 2000. — ISBN 9780824822651. Источник. Дата обращения: 29 августа 2021. Архивировано 28 мая 2016 года.
7. 1 2  Petition from Messrs., Tosiwo Nakayama, President of the Senate and Bethwel Henry, Speaker of the House of Representatives, Congress of Micronesia, concerning the Trust Territory of the Pacific Islands transmitted to the President of the Trusteeship Council through the Permanent Representative of the United States of America to the United Nations. United Nations Digital Library System. 9 января 1979. Архивировано 29 августа 2021. Дата обращения: 29 августа 2021.
8. ↑  001 19741000: 2. www.pacificdigitallibrary.org.